# Haela Hunt-Hendrix
Pour les articles homonymes, voir Hunt et Hendrix (homonymie).
Haela Hunt-Hendrix, née le 25 janvier 1985 à New York, est une musicienne, compositrice et philosophe américaine.
Elle est surtout connue pour son travail en tant que fondatrice, chanteuse et guitariste du groupe de black metal Liturgy.

## Biographie

### Vie privée
Haela Hunt-Hendrix est née en 1985 à New York. Elle est l'enfant des auteurs Helen LaKelly Hunt et Harville Hendrix,. Son grand-père est le magnat du pétrole Haroldson Lafayette Hunt, Jr.. Hunt-Hendrix grandit au Nouveau-Mexique, dans le New Jersey et à Brooklyn, à New York.
En mai 2020, Hunt-Hendrix s'est révélée transgenre dans une publication Instagram, écrivant : « L'amour que je dois donner est l'amour d'une femme, ne serait-ce que parce que c'est le mien. À des degrés divers, beaucoup comprennent déjà cela, mais j'aimerais faire une déclaration claire sur mon sexe réel ».

### Carrière
Hunt-Hendrix forme Liturgy en tant que projet solo alors qu'elle fréquente l'Université Columbia à New York. En 2008, Hunt-Hendrix sort l'EP Immortal Life sous le nom de Liturgy. Le groupe forme alors un quatuor avec Bernard Gann (guitare), Greg Fox (batterie) et Tyler Dusenbury (basse). Liturgy sort son premier album, Renihilation, en 2009. Peu de temps après, Hunt-Hendrix publie le traité philosophique Transcendental Black Metal: A Vision of Apocalyptic Humanism dans le cadre du symposium Hideous Gnosis Black Metal. Les deuxième et troisième albums de Liturgy, Aesthethica (2011) et The Ark Work (2015), sortent chez le label Thrill Jockey Records. Malgré le succès critique d'Aesthetica Hunt-Hendrix déclare dans une interview avec Pitchfork que « je n'ai jamais été satisfaite d'un album de Liturgy. Je ne voulais pas qu'ils sortent. Mais le but avec celui-ci (The Ark Work) est de prendre cette ambiance musicale et de l'exécuter jusqu'au bout - et j'adore ça ».
En novembre 2019, Liturgy propose son quatrième album studio, Haqq. L'album dévoile une nouvelle formation, comprenant les membres originaux que sont Hunt-Hendrix et Gann et rejoint par Tia Vincent-Clark (basse) et Leo Didkovsky (batterie). Sur cet album, la formation est accompagnée d'un ensemble comprenant une harpe, un hichiriki, un piano, un ryuteki, un vibraphone, de la voix et des cordes assorties. Hunt-Hendrix commence également à publier une série de vidéos expliquant le système philosophique qui a inspiré l'album. Elle est aussi représentée sur la couverture.
Le 20 novembre 2020, Liturgy sort son cinquième album studio complet, Origin of the Alimonies. La sortie est accompagnée de l'annonce d'un film d'opéra écrit, tourné, édité par et mettant en vedette Hunt-Hendrix. Comme pour les versions précédentes de Liturgy, Origin of the Alimonies fait partie du cadre philosophique et mythologique plus large de Hunt-Hendrix. L'opéra « raconte l'histoire d'une explosion traumatique cosmologique entre Oioion et Siheymn, un couple d'êtres divins dont l'amour contrarié déchire une blessure à partir de laquelle la civilisation est générée, produisant les Quatre Aliments de l'univers intelligible et la tâche d'émancipation collective ». Hunt-Hendrix lance une version antérieure de l'opéra vidéo au National Sawdust, en octobre 2018.
En 2005, le projet parallèle de Hunt-Hendrix, The Birthday Boyz, sort son premier album, The Bro Cycle. A la suite de cela, Hunt-Hendrix collabore avec le guitariste de Krallice, Collin Marston, ainsi qu'avec les anciens membres du groupe Birthday Boyz, Greg Smith et Jeff Bobula. Ensemble, ils forment Survival, qui sort son premier album éponyme en 2013.
En 2016, Hunt-Hendrix sort un album électronique intitulé New Introductory Lectures on the System of Transcendental Qabala, sous le nom d'artiste Kel Valhaal. Hunt-Hendrix décrit l'album comme combinant des éléments de musique classique, de musique électronique, de rap et de metal, ainsi que comme œuvrant afin « d'activer la catharsis transcendantale en utilisant les éléments de la conception sonore ».
En septembre 2019, Hunt-Hendrix sort le single Seraphim avec le groupe de trap-djent[Quoi ?], Ideal.

## Philosophie

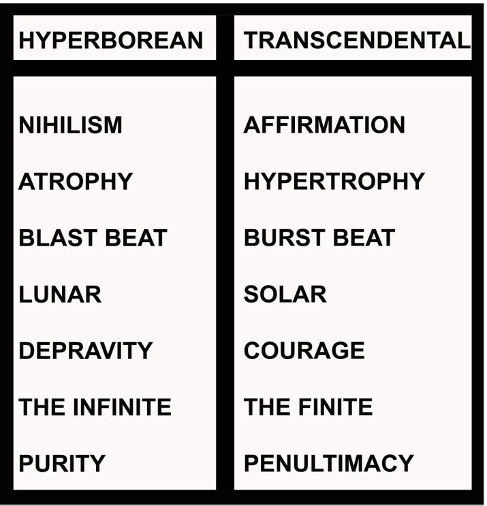
Tableau de Hunt-Hendrix comparant les propriétés du black metal hyperboréen et transcendantal.

Dans le traité Transcendental Black Metal: A Vision of Apocalyptic Humanism, Hunt-Hendrix introduit le concept, le caractère et la technique du black metal transcendantal, un clivage affirmatif du genre marqué par le burst beat. Alors qu'un « battement de souffle continu » manque d'articulation et de portée, le battement en rafale est défini par « l'accélération et la rupture ». Il est démontré que ces caractéristiques stylistiques reflètent les valeurs du matérialisme transcendantal incarnées dans le Transcendental Black Metal.
Hunt-Hendrix trace une généalogie du metal comme ayant suivi une trajectoire téléologique vers une intensité maximale, ici appelée « le vide haptique ». Le genre est marqué par une satisfaction de sa brutalité, de son agressivité musculaire et de sa puissance destructrice. Mais cela génère aussi une inévitable insatisfaction lorsqu'aucune expression d'intensité ne peut atteindre la « plénitude absolue » du Vide Haptique. L'introduction de nouveaux sous-genres, dit Hunt-Hendrix, n'a pas été une « série fortuite de changements stylistiques », mais plutôt une progression de réponses de plus en plus intensifiées à ce sentiment d'inadéquation.
La tradition scandinave et norvégienne largement considérée comme les racines de l'USBM (black metal américain), ici appelé « Hyperborean Black Metal », est identifié comme « l'aboutissement de l'histoire du metal extrême ». L'échec de cet aboutissement – et la justification de la « rupture décisive avec la tradition européenne » du TBM – est qu'un royaume de « plénitude absolue » n'a pas de place pour les oscillations de la vie (cette équivalence entre la totalité et la mort est figurée dans le langage du Haptic Void, terme désignant l'intensité maximale qui signifie simultanément le néant). Le black metal hyperboréen exécute cette stase-de-plenum dans la technique percussive du blast beat : « Pas de figures articulées, pas de début, pas de fin, pas de pauses, pas de plage dynamique ».
Le black metal transcendantal est décrit comme une nouvelle relation au vide haptique et au dépassement du black metal hyperboréen. Au lieu d'embrasser le nihilisme, le black metal transcendantal est une « affirmation de la continuité de toutes choses ». La technique déterminante du black metal transcendantal est le burst beat, qui représente un arc d'intensité. Contrairement au blast beat statique et infini, le burst beat est fini et dynamique. Il accélère et décélère aussi bien qu'il démarre ou s'arrête brusquement, ne laissant jamais un tempo statique. « L'éclatement nécessite une dépense totale de puissance. Son exercice même favorise la croissance et l'augmentation de la force. Et pourtant, le burst beat n'arrive jamais nulle part, éternellement pas encore à destination, éternellement presque au tempo visé ». Le black metal transcendantal reconnaît ainsi le vide haptique mais accepte qu'il ne soit pas atteint, remplaçant le nihilisme par l'affirmation.
Haela Hunt-Hendrix élargit sa philosophie à travers d'autres publications, albums ainsi que sa série en cours sur YouTube.